# Мари-Орша
Мари-Орша (мар. Марий Ӧрша) — деревня в Советском районе Республики Марий Эл. Входит в состав Вятского сельского поселения.

## Географическое положение
Находится в центральной части республики Марий Эл на расстоянии приблизительно 14 км по прямой на север-северо-восток от районного центра посёлка Советский.

## История
Архивных данных по данной деревне не сохранилось. В советское время работал колхоз «Семенур», позднее ЗАО «Советское молоко».

## Население
Население составляло 172 человека (86 % мари) в 2002 году, 151 в 2010.